# Municipio de Clear Lake (condado de Minnehaha)
El municipio de Clear Lake (en inglés: Clear Lake Township) es un municipio ubicado en el condado de Minnehaha en el estado estadounidense de Dakota del Sur. En el año 2010 tenía una población de 191 habitantes y una densidad poblacional de 2,05 personas por km².

## Geografía
El municipio de Clear Lake se encuentra ubicado en las coordenadas 43°42′54″N 97°3′54″O / 43.71500, -97.06500. Según la Oficina del Censo de los Estados Unidos, el municipio tiene una superficie total de 93.3 km², de la cual 91,57 km² corresponden a tierra firme y (1,86 %) 1,74 km² es agua.

## Demografía
Según el censo de 2010, había 191 personas residiendo en el municipio de Clear Lake. La densidad de población era de 2,05 hab./km². De los 191 habitantes, el municipio de Clear Lake estaba compuesto por el 97,38 % blancos, el 0,52 % eran afroamericanos, el 0,52 % eran asiáticos, el 0,52 % eran de otras razas y el 1,05 % eran de una mezcla de razas. Del total de la población el 1,57 % eran hispanos o latinos de cualquier raza.